# 雍正十二美人图
雍正十二美人图或十二美人图，又名雍亲王题书堂深居图屏，是故宫博物院收藏的一组清代绢本设色工笔汉服仕女圖的俗称，普遍认为此组美人图与雍正帝有关。
原係清宫旧藏，共有十二幅。1950年，故宫博物院工作人员杨臣彬、石雨村在清点库房时，发现此组绘画。1983年，黄苗子认为画中美人是雍正帝妃嫔。1986年，朱家溍发现内务府档案记载：雍正十年（1732年）圆明园深柳读书堂围屏上“拆下美人绢画12张”。被认为正是画作的出处。清宫档案记载：雍正十年八月间，传旨将这十二张绢画“着垫纸衬平，各配做卷杆”藏于宫内。2014年，故宫博物院以此组图作中的九幅为原型，创作相关动画。
画幅尺寸相同，均纵184厘米，横98厘米。每一幅画均是一位美人，根据内容，分别是：裘装对镜、烘炉观雪、倚门观竹、立持如意、桐荫品茗、抚书低吟、消夏赏蝶、烛下缝衣、博古幽思、持表观菊、倚榻观鹊、捻珠观猫。
此画没有作者署名和题名。曾题名《雍正妃画像》，后改题《雍正妃行乐图》。绘画风格符合当时数位宫廷画师的风格。画中背景的题字落款、印章等均为雍正帝本人。“裘装对镜”背景中的书法条幅落款破尘居士，这是雍正帝在康熙年间的自号。画中美人曾被认为是雍正帝妃嫔群像，但与清宫妃嫔画像风格不符。曾任故宫博物院副院长的杨新推论后认为“消夏赏蝶”中美人是雍正帝皇后那拉氏。亦有认为画中所描绘的美女只是中国传统绘画中的格式化美人。

## 图片

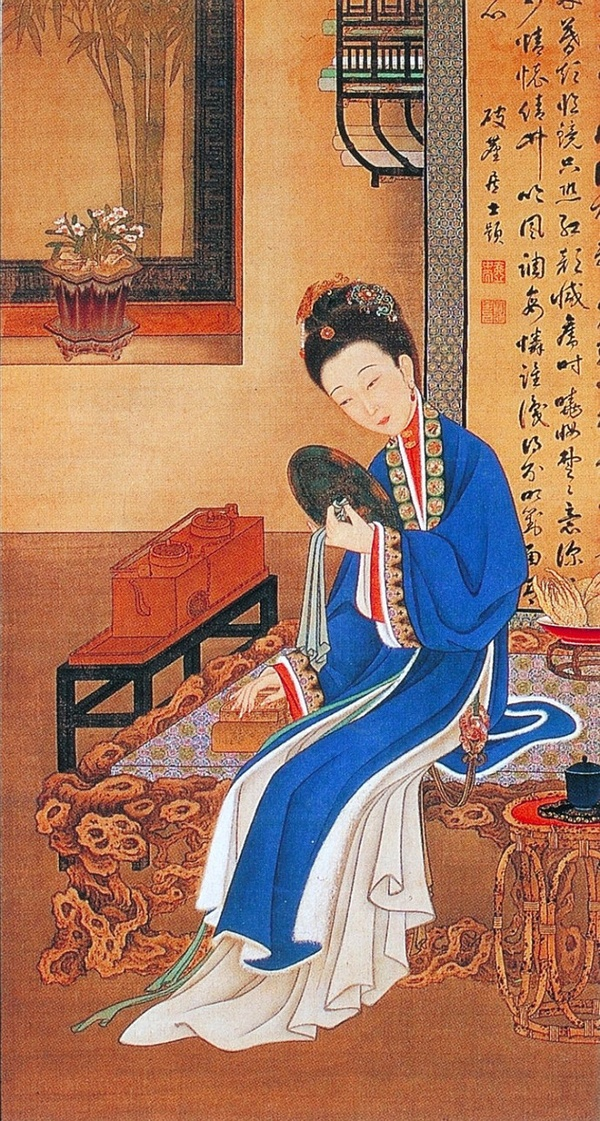
裘装对镜
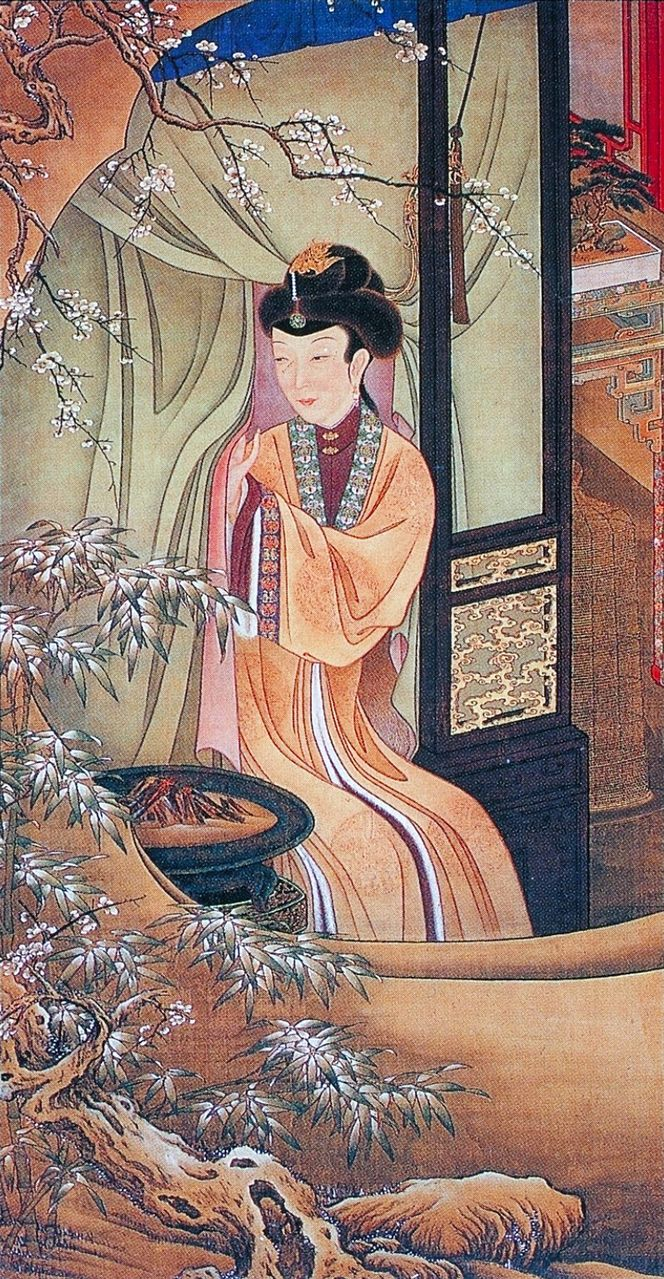
烘炉观雪
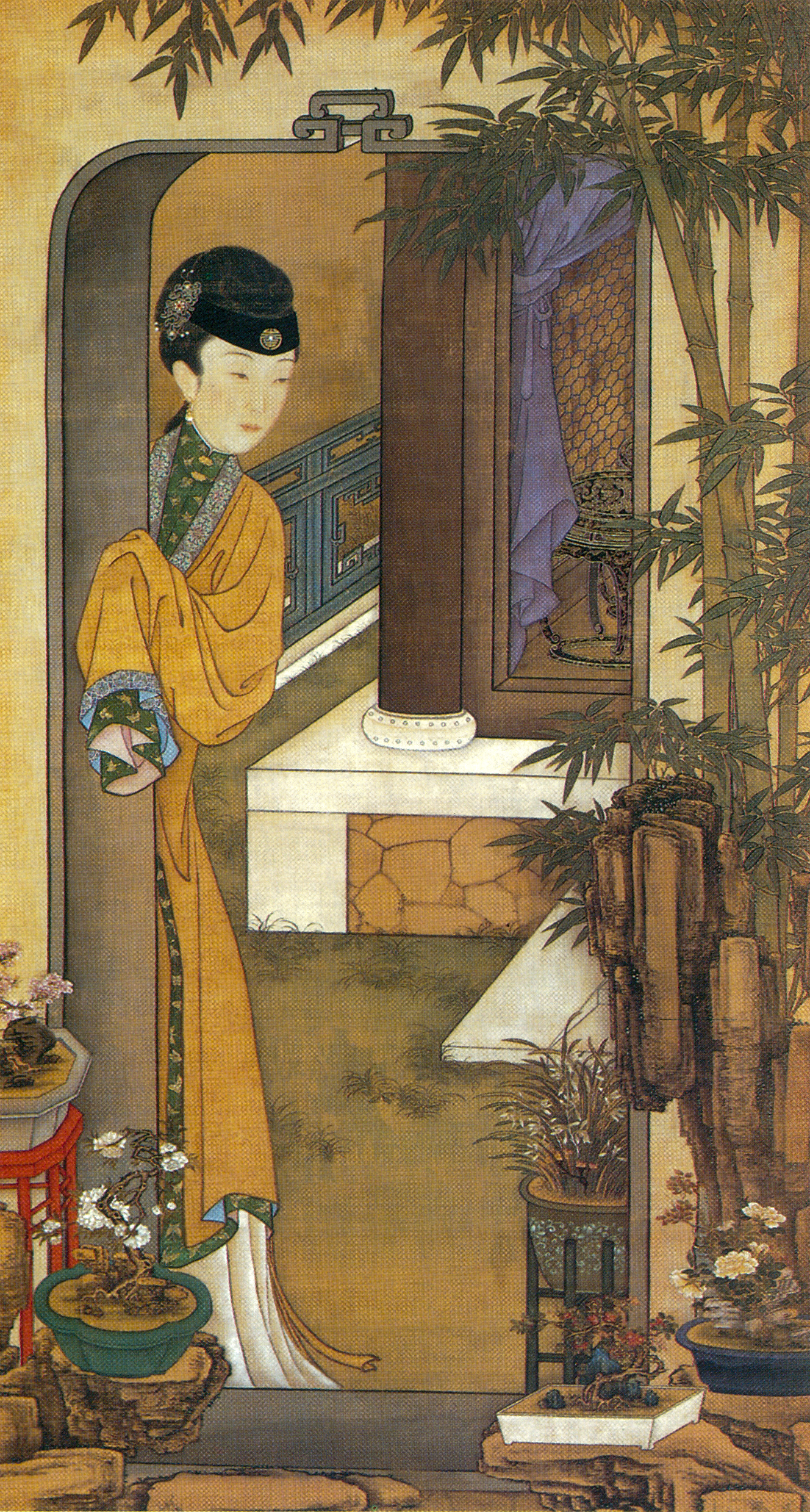
倚门观竹
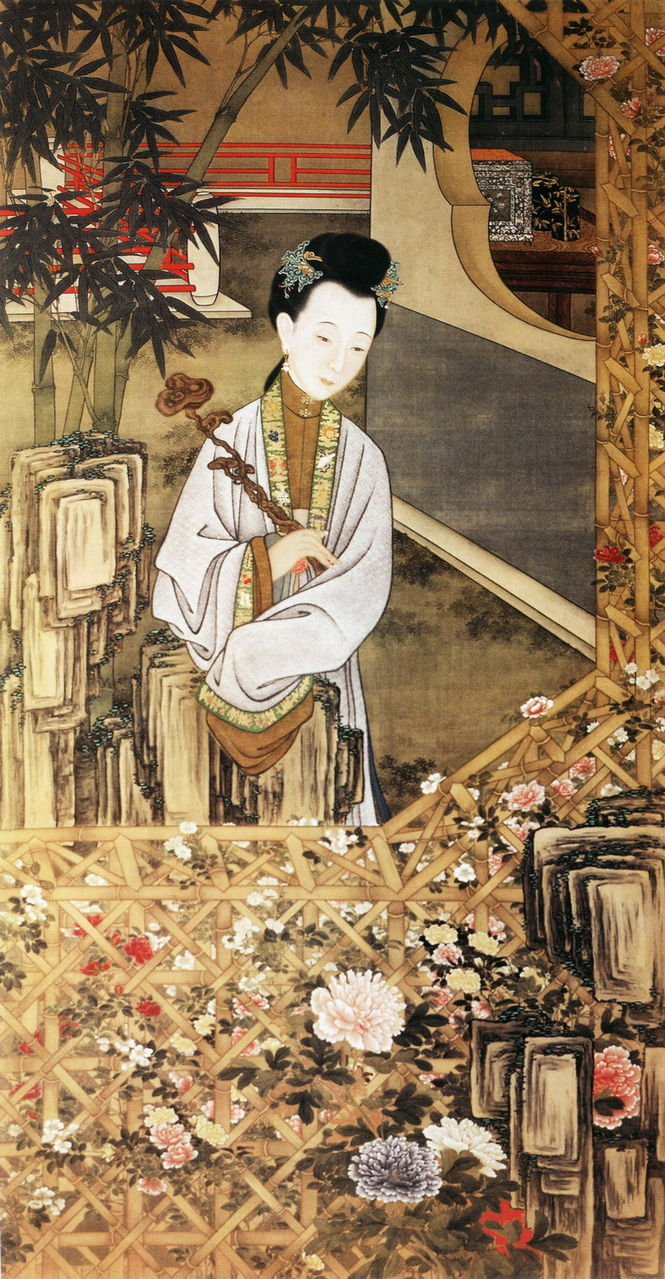
立持如意
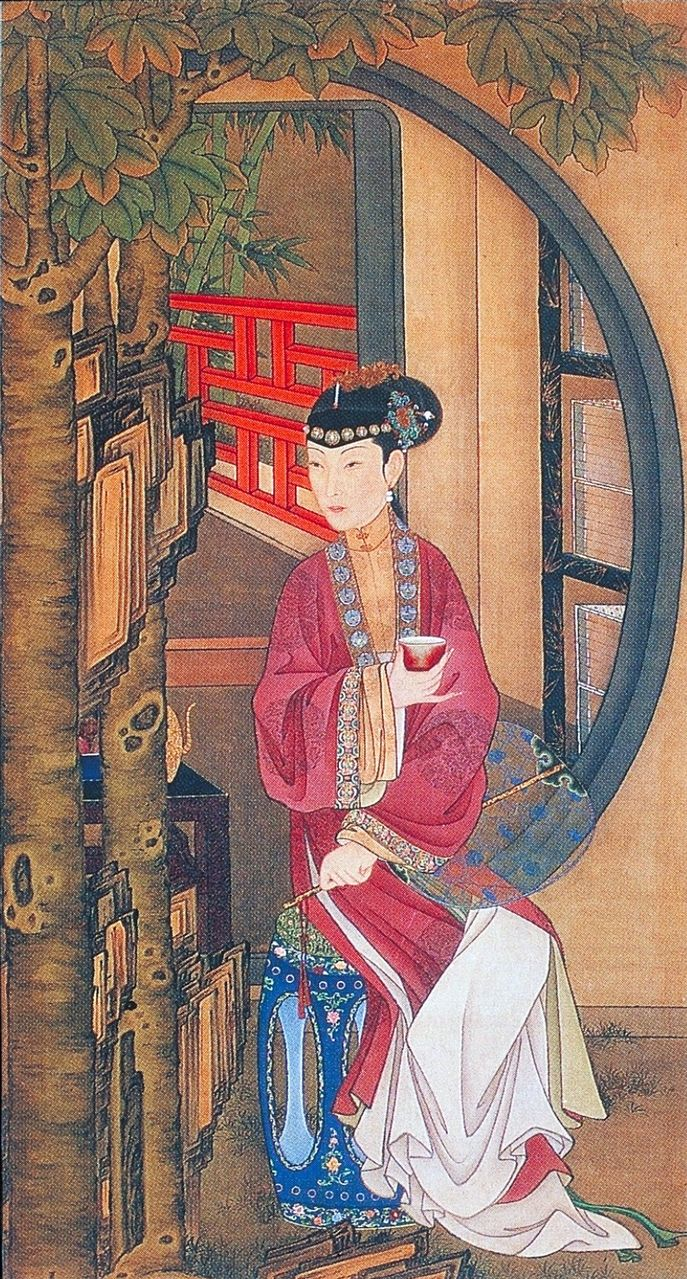
桐荫品茗
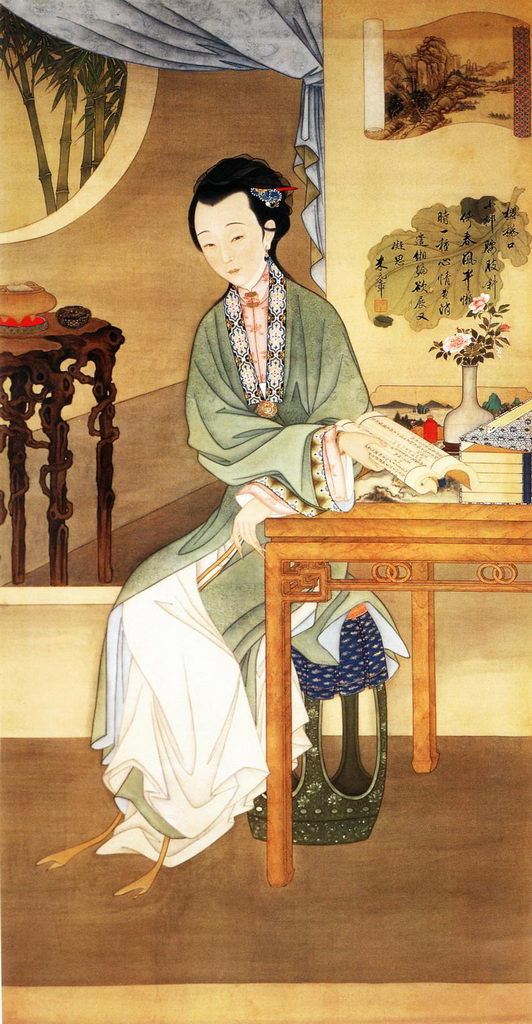
抚书低吟
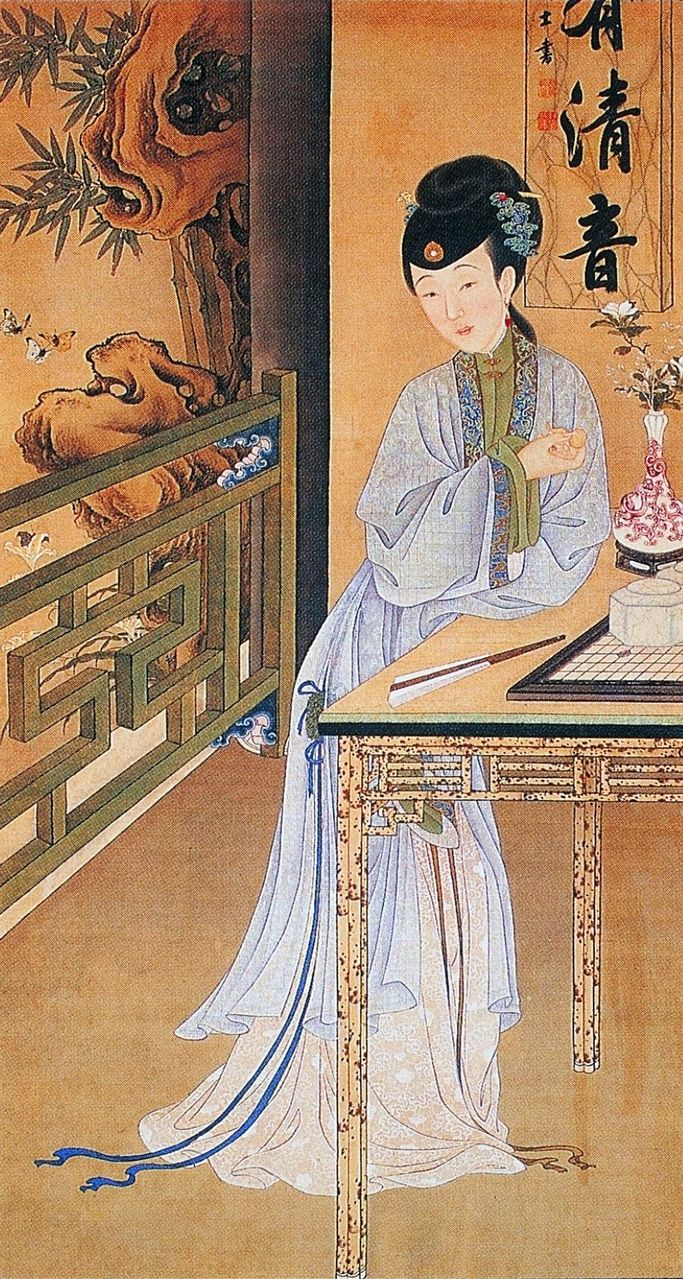
消夏赏蝶
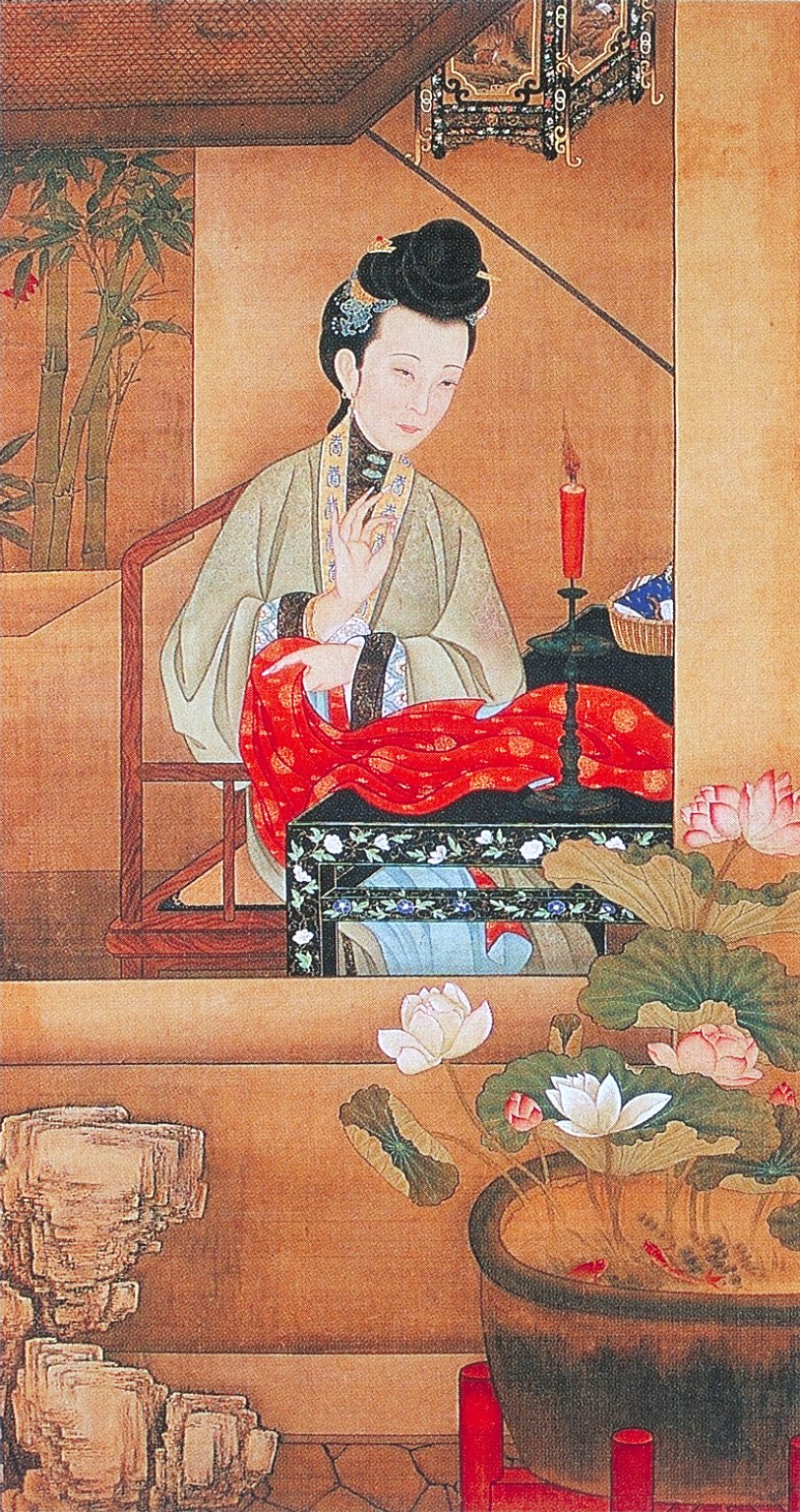
烛下缝衣
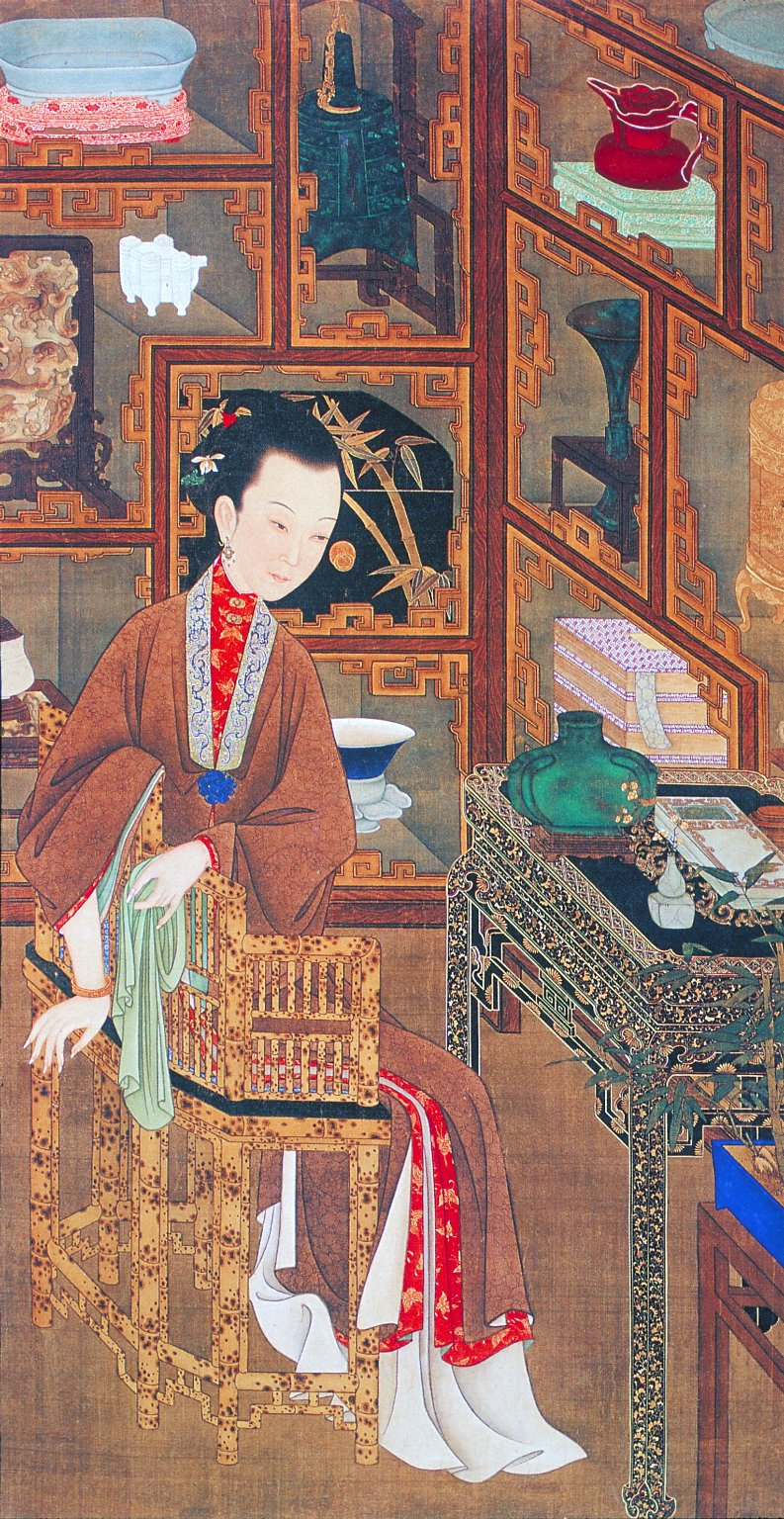
博古幽思
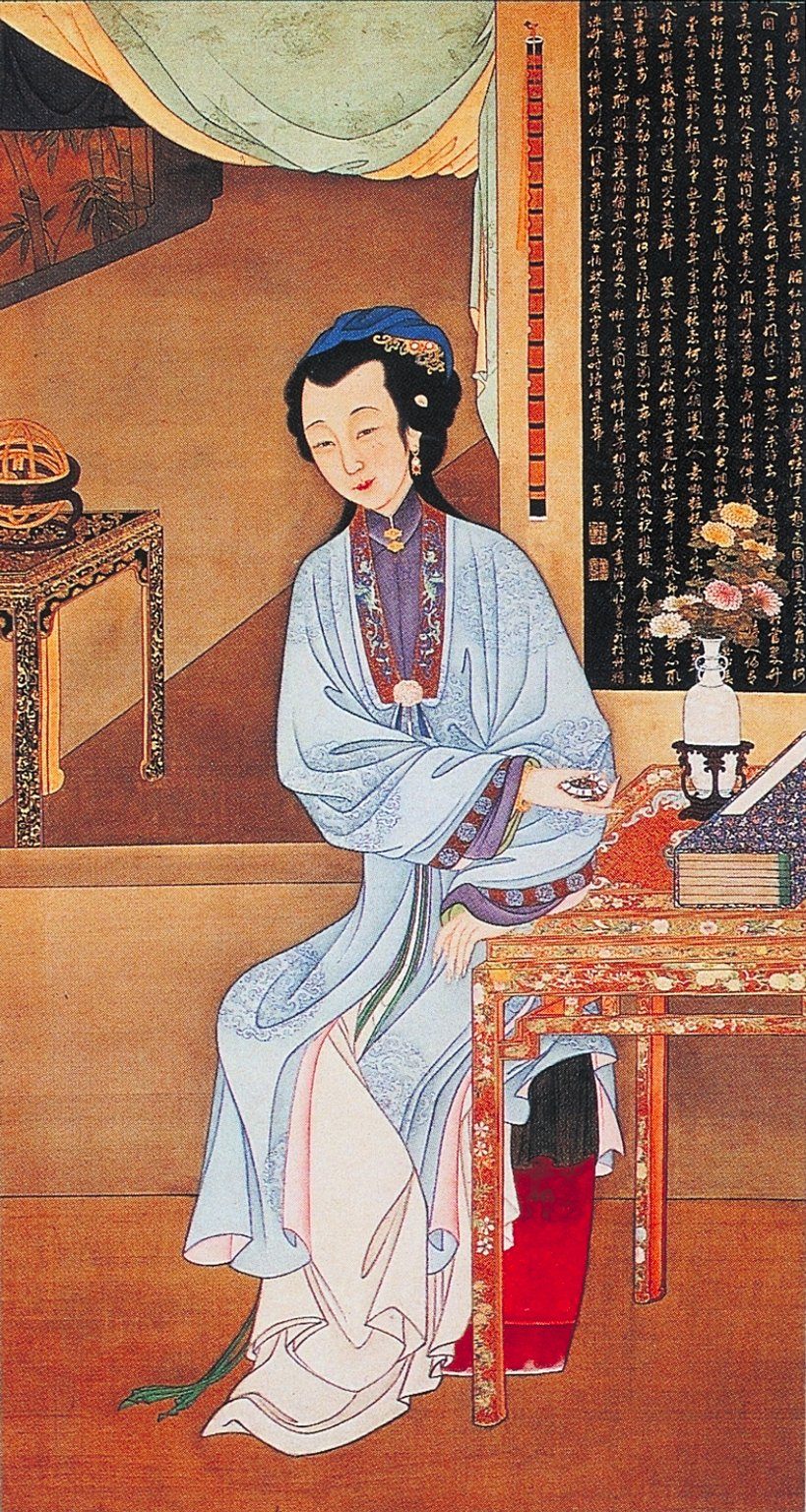
持表观菊
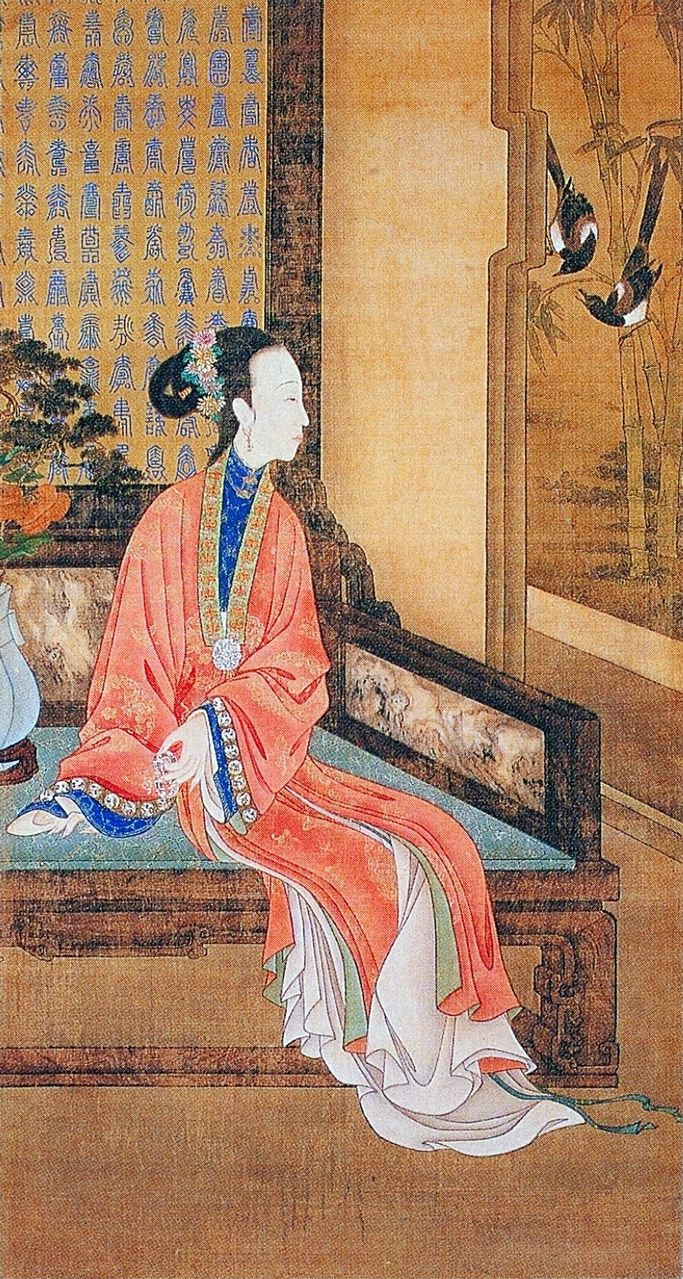
倚榻观鹊
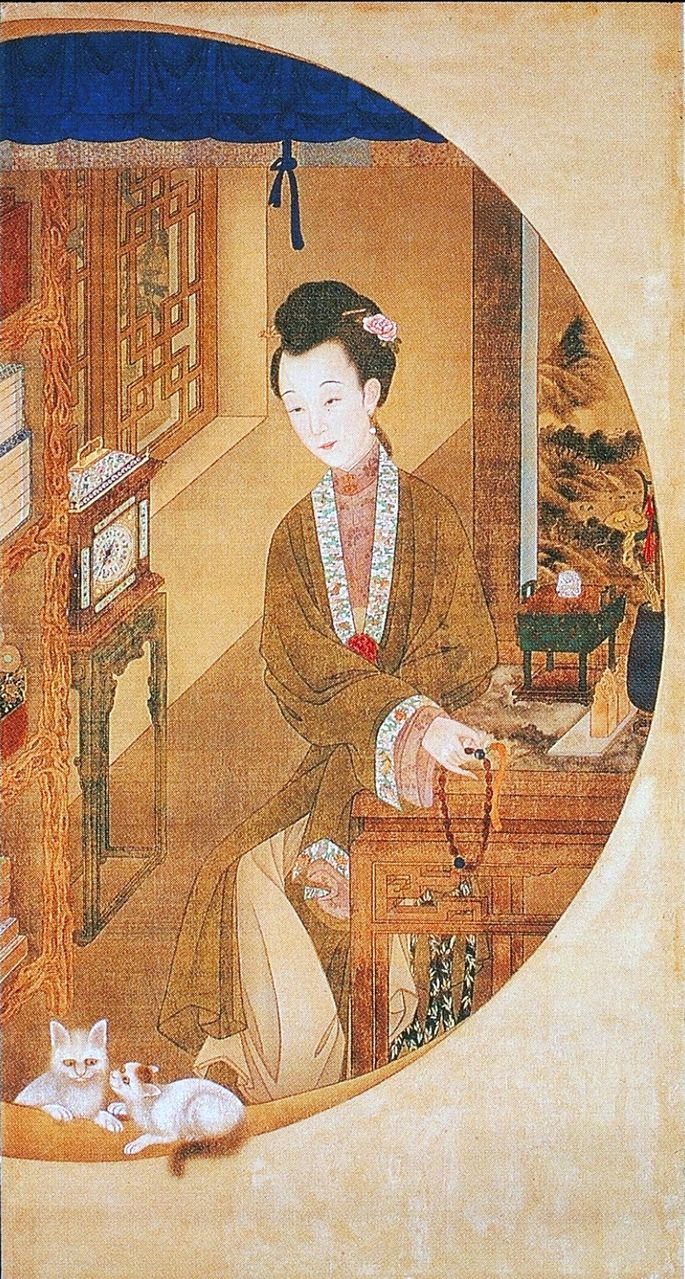
捻珠观猫